# Petit Sory
Ibrahima Sory Keita dit Petit Sory, né en 1945, est un footballeur guinéen des années 1960 et 1970. Il évoluait au poste d'attaquant.

## Biographie
Il participe aux JO 1968, où il joue tous les matchs de la Guinée, n'inscrivant aucun but. La Guinée est éliminée au premier tour. 
Il participe aussi à la CAN 1970, où il inscrit un but contre la RD Congo; mais la Guinée est une nouvelle fois éliminée au premier tour. Il participe également à la CAN 1976, où la Guinée termine deuxième lors du tour final. Il inscrit un but contre l'Éthiopie. 
En club, il joue en faveur de l'Hafia FC, avec qui il remporte la Ligue des champions de la CAF en 1972, en 1975 et en 1977, et remporte plusieurs titres de champion de Guinée. 
Il fait partie de la sélection africaine qui dispute la Coupe de l'Indépendance du Brésil, en 1972.

## Hommages
- 2021 : Le Stade Petit Sory de Nongo porte son nom[1]